# Eparchia duszanbeńska
Eparchia duszanbeńska – eparchia Rosyjskiego Kościoła Prawosławnego obejmująca terytorium Tadżykistanu.
Erygowana przez Święty Synod Rosyjskiego Kościoła Prawosławnego 27 lipca 2011 poprzez wydzielenie z eparchii taszkenckiej i Azji Środkowej. Wchodzi w skład Środkowoazjatyckiego Okręgu Metropolitalnego. Funkcję jej katedry pełni sobór św. Mikołaja w Duszanbe. Pierwszym ordynariuszem eparchii został 1 sierpnia 2012 biskup Pitirim (Tworogow). Jego następcą od 30 sierpnia 2019 r. jest biskup Paweł (Grigorjew).